# Jacques Lagôa
Jacques Lagôa (6 de fevereiro de 1943) é um diretor de televisão e ator brasileiro.

## Atuação como diretor
- 2008 - Revelação
- 2007/08 - Amigas e Rivais
- 2006/07 - Maria Esperança
- 2006 - Cristal
- 2005 - Os Ricos também Choram
- 2004 - Esmeralda (2004)
- 2004 - Seus Olhos
- 2003 - Canavial de Paixões
- 2003 - Jamais Te Esquecerei
- 2002 - Pequena Travessa
- 2002 - Marisol (telenovela brasileira)
- 2001 - Amor e Ódio
- 2001 - Pícara Sonhadora
- 1999 - Tiro & Queda
- 1999 - Louca Paixão
- 1998 - Fascinação
- 1997 - Mandacaru
- 1996 - Xica da Silva
- 1995 - Tocaia Grande (co-diretor)

## Atuação como ator

### De televisão
| Ano  | Título                         | Personagem                                                 |
| ---- | ------------------------------ | ---------------------------------------------------------- |
| 2019 | Jezabel                        | sábio das dunas                                            |
| 2011 | Força-Tarefa                   | Diretor da clínica psiquiátrica                            |
| 2010 | Passione                       | João Rodrigues                                             |
| 2010 | Malhação ID                    | Dr. Ciro                                                   |
| 2003 | A Praça é Nossa                | Professor Aurélio                                          |
| 1992 | Mundo da Lua                   | Professor de Matemática (episódio: "O Primeiro da Classe") |
| 1989 | Cortina de Vidro               | Valdemar                                                   |
| 1982 | Casa de Pensão                 |                                                            |
| 1982 | O Pátio das Donzelas           |                                                            |
| 1980 | Dulcinéa Vai à Guerra          | Xande                                                      |
| 1980 | Cavalo Amarelo                 | Xande                                                      |
| 1979 | Como Salvar Meu Casamento      | Fernando                                                   |
| 1979 | Casa Fantástica                |                                                            |
| 1978 | Gina                           | Renato                                                     |
| 1977 | Um Sol Maior                   | Godofredo                                                  |
| 1977 | O Profeta                      | Paulito                                                    |
| 1976 | O Julgamento                   | Timóteo                                                    |
| 1975 | O Sheik de Ipanema             | Amadeu                                                     |
| 1974 | O Machão - Um Exagero de Homem | Heitor                                                     |
| 1973 | Venha Ver o Sol na Estrada     |                                                            |
| 1972 | A Revolta dos Anjos            | James                                                      |
| 1972 | Na Idade do Lobo               | Zeco                                                       |
| 1971 | Hospital                       | Fernando                                                   |
| 1969 | Dez Vidas                      | Soldado                                                    |
| 1969 | A Menina do Veleiro Azul       | Jorge                                                      |

### De cinema
- 1982 - Ousadia (episódio: A Peça)
- 1982 - Tessa, a Gata